# الاحتلال الإسباني لوهران (1509)
الغزو الإسباني لوهران تم غزو وهران من قبل الإمبراطورية الإسبانية في مايو 1509، عندما استولى جيشها بقيادة بيدرو نافارو نيابة عن الكاردينال ثيسنيروس على مدينة وهران الواقعة الجزائر، التابغة آنذاك للدولة الزيانية التي عاصمتها تلمسان.

## خلفية
الملاحة الخطيرة على البحر الأبيض المتوسط أقلقت الملوك الكاثوليك. ولحل المشكلة احتل القشتاليون بقيادة بير إستوبينيا مليلية في عام 1497، وبعد حرب نابولي الثانية أصر الكاردينال ثيسنيروس (الذي كان حاكم المملكة) على ضرورة احتلال الموانئ البربرية،  ولتجنب اعتراضات فرديناند الكاثوليكي، قام بعرض أن تكون نفقات الحملة على عاتقه. وفي أبريل 1504 تقرر غزو شمال أفريقيا، والذي بدأ بالاستيلاء على المرسى الكبير في عام 1505 من قبل رامون دي كاردونا ودييغو فرنانديز دي قرطبة وغساسة بواسطة دوق مدينة سيدونيا في 1506، وصخرة جزيرة قميرة في 1508.
اقترح ثيسنيروس على ملكه القيام برحلة استكشافية لغزو مدينة وهران الساحلية، بتمويله الخاص، بشرط أن يكون المكان الذي تم اتخاذه تحت اختصاص أبرشية توليدو (طليطلة).

## المعركة
غادر أسطول من ميناء قرطاجنة في 16، مايو وأبحر باتجاه المرسى الكبير، وهي مدينة تقع بالقرب من وهران كانت بالفعل تحت السيطرة الإسبانية (منذ 1505).  كان الأسطول يضم 80 ناووسا و10 قروش، بالإضافة إلى قوارب صغيرة. حملوا بين 8000 و12000 من رجال المشاة، وبين 3000 و4000 من رجال سلاح الفرسان.  أمضى الجيش ليلة 17 مايو في المرسى الكبير.  اقتحم المسيحيون مدينة وهران، التي كانت آنذاك جزءًا من مملكة تلمسان، ودمجوا بين استخدام الأسطول وهجوم بري في 18 مايو. بعد اختراق جدران المدينة، بلغ عدد الضحايا أقل من 30 على الجانب المهاجم، بينما عانى المدافعون الـ 12000 من 4000 ضحية. تعرضت المدينة للنهب وأخذ العديد من الأسرى وقتل أعداد كبيرة من المدنيين. 
في 20 مايو، دخل الكاردينال ثيسنيروس المدينة، بعد غزوها بالفعل. 

## ما بعد المعركة
بقيت المدينة جزءًا من الإمبراطورية الإسبانية حتى عام 1708، عندما استولى عليها العثمانيون في الجزائر العاصمة مستفيدين من حرب الخلافة الإسبانية. غزا الإسبان المدينة مرة أخرى في عام 1732، ثم بعد زلزال 1790 هجروا وهران والمرسى الكبير في 1792.